# Archidiakonat Gorenjske in Zasavje
Archidiakonat Gorenjske in Zasavje − jeden z 4 archidiakonatów archidiecezji lublańskiej, składający się z 4 dekanatów w których skład wchodzi łącznie 58 parafii.
W skład archidiakonatu wchodzą następujące dekanaty:
- Dekanat Domžale
- Dekanat Litija
- Dekanat Kamnik
- Dekanat Zagorje